# ディズニーアニメーターのストライキ
1941年にウォルト・ディズニー・スタジオにおいて行われたディズニーアニメーターのストライキ活動は、同社の精神的な転換点であった。このストライキ活動は大衆によるウォルト・ディズニーへの評価には大して影響を与えなかったが、「ジャズとアニメーション」こそがアメリカが世界に齎した芸術形式であると標榜していた左翼系知識人達の間での彼の立場は大きく損なわれた。このストライキ活動により、ディズニーと彼のアニメーションスタッフとの間の家族的な絆は破壊され、同スタジオの「マウス・ファクトリー(the mouse factory)」という不名誉なあだ名は確定的なものとなった。

## 経緯
1930年代、他の業界同様に、映画産業においても労働組合が結成されつつあった。1933年には全米映画俳優組合が結成された。1937年、マックス・フライシャーのニューヨーク・スタジオでストライキが行われた。1938年には漫画映画家組合が結成された。1941年、同組合はウォルター・ランツ、スクリーン ジェムズ、ジョージ・パル、メトロ・ゴールドウィン・メイヤーと交渉し、契約を結んだ。ワーナー・ブラザース・カートゥーンスタジオのレオン・シュレジンガーはロックアウトを試みたが、やがて組合に屈した。
ディズニー・スタジオの作画家らは業界内で最高水準の賃金と待遇を受けていたにもかかわらず、彼らもまた不満を抱いていた。『The Disney Version』において、リチャード・シッケルは以下の様に述べている。「1937年の『白雪姫』の完成に当たっては、多数の従業員がディズニーに大量の時間外労働を捧げていた」、そして『白雪姫』が驚異的な成功を収めたという事実にもかかわらず、「彼らは漠然と約束されていた特別賞与ではなく、一連の人員整理に直面することとなった……給与体系は丼勘定のままであり、ディズニーが唯一同意した基本賃金の増額は当時にあってすら気前のいいものではなかった。ディズニーは多数の労働者を週40ドルの給与水準でこき使い、当時の全国労働関係法の下では、時間外労働に対する割り増し賃金の権利は与えられていなかった」。シッケルによれば、ディズニーは「彼の逼迫しつつある経済状況から来る、情け容赦ない圧力に対応していた」。物語はより残忍なものとなっていく。音楽に対する理解を深めるために、「『ファンタジア』の制作に携わっていたあるアニメーターが、自腹を切ってピアノのレッスンを受けていた」。これを知った時、ディズニーは彼を怒鳴りつけた。「下っ端風情が何様のつもりだ?」。しかしながら、この引用は捏造であるかもしれない。シッケルよりはディズニーに同情的な別の出典によれば、ディズニーは作画家らがアニメーション以外の芸術形式に興味を抱くことを奨励していた。ボブ・トーマスによる伝記では、ディズニーの次の言葉が引用されている。「若い作画家に必要な物は、様々な技術を学び、他家受粉を行うための場所となる学校である」。
最大にして最高の成功を収めたアニメーションスタジオとして、ディズニーは漫画映画家組合の明確な標的であった。組合の構成員を意図的に対象とするかに見えた一時解雇が行われ、ディズニーから問題児と見なされていたグーフィーの生みの親であるアニメーターアート・バビットが馘首された時に、事態は沸騰点に達した。その3日後の1941年5月29日、熱心な左翼活動家であり、またピーター・シュヴァイツァーの説によればソビエトのスパイであったとも見なされているハーブ・ソレルの扇動により、ディズニーアニメーターのストライキが始まった。トーマスの述べるところによれば、ディズニーは従業員らによる投票を主張したが、投票による敗北を恐れたソレルは投票抜きでストライキを決行した。ピケを張るに際して、ソレルは外部の人間、いわゆる「スラッガー」をも使用していた。
このストライキはアニメーション映画『ダンボ』の制作期間を通じて行われ、ストライキ参加者達はこの作中で、「昇給のためにボスを殴り」に行くピエロとして戯画化されている。
ストライキは5週間に亘って続いた。ストライキの終わりの時期に、ディズニーは当時アメリカ合衆国国務省ラテンアメリカ事業部門の局長であったネルソン・ロックフェラーの要請を受けて、ラテンアメリカへ親善大使としての訪問を行った。ディズニーの不在によりストライキへの熱意は落ち着きを見せ、様々な問題で組合との和解の場を設けた連邦調停官の仲介の下に、ストライキは終息した。ディズニースタジオは契約書に署名し、それ以降ユニオンショップとなっている。それにもかかわらず、ディズニースタジオ内の空気と雰囲気は回復不能な損害を蒙ることとなった。シッケルはディズニーが次のように述べている手紙を引用する。「我らのスタジオが大掃除され、逆恨みをした子供と自信過剰な若者は厄介払いされた」。しかしながら、スタジオを去った者の中にはウォルト・ケリーやヴァージル・パーチの様な有名な漫画家も含まれていた。離脱組の中には新たなアニメーションスタジオであるユナイテッド・プロダクションズ・オブ・アメリカ (UPA) を創設した者らもいた。UPAの革新的な作品群は、アニメーション分野におけるリーダーシップの座をディズニーから奪い去った。
皮肉な事に、アート・バビットが徴兵されていた時期に起こした不当労働行為訴訟が法廷で進行中であったにもかかわらず、ディズニーは終戦後に帰還したバビットを再雇用しなければならない羽目に陥った。